# Isaac al II-lea Angelos
Isaac al II-lea Angelos (în greacă Ισαάκιος Β’ Άγγελος), (n. 1155, Constantinopol, Imperiul Roman de Răsărit – d. 28 ianuarie 1204, Constantinopol, Imperiul Latin de Constantinopol) a fost un împărat bizantin (1185-1195 și 1203-1204). Era fiul lui Andronic Angelos și al Eufrosinei Kastamonides și strănepot al lui Alexios I Comnen.

## Viața lui Isaac al II-lea Angelos
Chiar dacă ocupa un șir de posturi importante, Isaac Angelos era socotit la curte drept un om care nu merita atenție. Din acest motiv, împăratul Andronic Comnenul nu se temea de el, iertându-i lui Isaac chiar și participarea la rebeliune. Ștefan Hagiochristophorites, șeful gărzii imperiale, era de altă părere: speriat de prezicerea astrologilor cum, că în septembrie 1185, pericolul pentru tron vine din partea unui om, al cărui nume începe cu literele i și s, el a hotărât să ia inițiativa în mâinile sale. Însă, atunci când Ștefan a venit, cu câțiva însoțitori, în casa lui Isaac și a încercat să pună mâna pe el, Angelos, care nu avea nimic de pierdut, l-a ucis cu sabia pe Hagiochristophoritzes și a fugit călare până la Sfânta Sophia, unde a cerut adăpost. Poporul l-a susținut cu plăcere pe Isaac și răscoala izbucnită a înălțat la tron noua dinastie, Angelos, care a dus Bizanțul la pieire.
Isaac Angelos era, în general, un om cult, dar absolut lipsit de scrupule, chiar și în raport cu normele bizantine. Pentru basileu era un lucru destul de obișnuit să-și calce cuvântul dat sau să organizeze un asasinat secret. Totodată, căpătând acces la visterie, el s-a arătat a fi din cale afară de cheltuitor. Fiind un mare amator de lux, el își ungea în fiecare zi trupul cu miresme orientale scumpe și nu îmbrăca niciodată a doua oară unul și același chiton. La masă, împăratul folosea vasele sfinte, motivând cu aceea că Dumnezeu și monarhul, chipurile, ar avea totul în comun și cerul nu se va supăra.
Împăratul se ocupa de treburi numai din când în când și Imperiul era guvernat de favoriți: la început, de Theodor Kastamonites, care avea o asemenea putere, încât, în prezența lui, nici chiar funcționarii superiori nu îndrăzneau să se așeze, apoi de un oarecare tânăr, care, după spusele lui Choniates, de-abia aflase cum se folosește pana și cerneala, dar se învățase deja să ia ca mită orice, de la bani până la pepeni galbeni. Funcțiile se vindeau precum legumele la piață, moneda se deprecia, iar împăratul făcea mare risipă de bani, împărțindu-i cerșetorilor din capitală sau înălțând edificii somptuoase inutile. Atunci când avea de rezolvat diverse probleme, basileul recurgea adesea nu la rațiune, ci la serviciile prezicătorilor și astrologilor de tot felul, printre care se bucura de cea mai mare influență șiretul patriarh Dositheos, care a ocupat o vreme, contrar normelor Bisericii răsăritene, două scaune patriarhale concomitent: al Constantinopolului și al Ierusalimului.
	Urcând pe tron, Isaac II promisese să suprime pedeapsa cu moartea, dar nu și-a respectat acest jurământ, ca și multe altele. Pentru autocrator, viața omenească valora puțin de tot. Odată el a poruncit să fie orbit un comandant militar, care îndrăznise să se plângă de proasta aprovizionare a armatei, iar în 1190, nimerind, în timpul unei expediții împotriva bulgarilor, într-o ambuscadă, a ordonat să i se croiască cu săbiile drum prin mulțimea ostașilor săi, lui și nobililor.
	La început, lui Isaac Angelos toate îi mergeau bine. Armata, organizată încă de Andronic I, le-a provocat normanzilor un șir de înfrângeri serioase. La 7 noiembrie 1185, aceștia au fost zdrobiți de greci, conții Richard și Balduin, comandanții invadatorilor, au căzut prizonieri. Tot atunci, căsătoria basileului cu fiica lui Bela III a normalizat întrucâtva relațiile zdruncinate ale Imperiului cu Regatul Ungariei.
	După moartea împăratului Andronic I Comnen la 11 septembrie 1185, Bizanțul a fost zguduit de o mare și puternică criză internă, care s-a repercutat și asupra politicii sale externe. Veneția, regatul Ungar, regatul normand din Italia de sud ca și turcii selgiucizi amenințau granițele imperiului.
În același timp, pe plan intern, contradicțiile sociale se ascuțeau tot mai mult, amenințând stabilitatea puterii centrale. A fost momentul când, pe tronul Bizanțului a fost instalat Isaac al II-lea Angelos (1185-1195), cel care, de altfel, prin măsurile sale a oferit și pretextul răscoalei.

## Revolta lui Asan și Petru

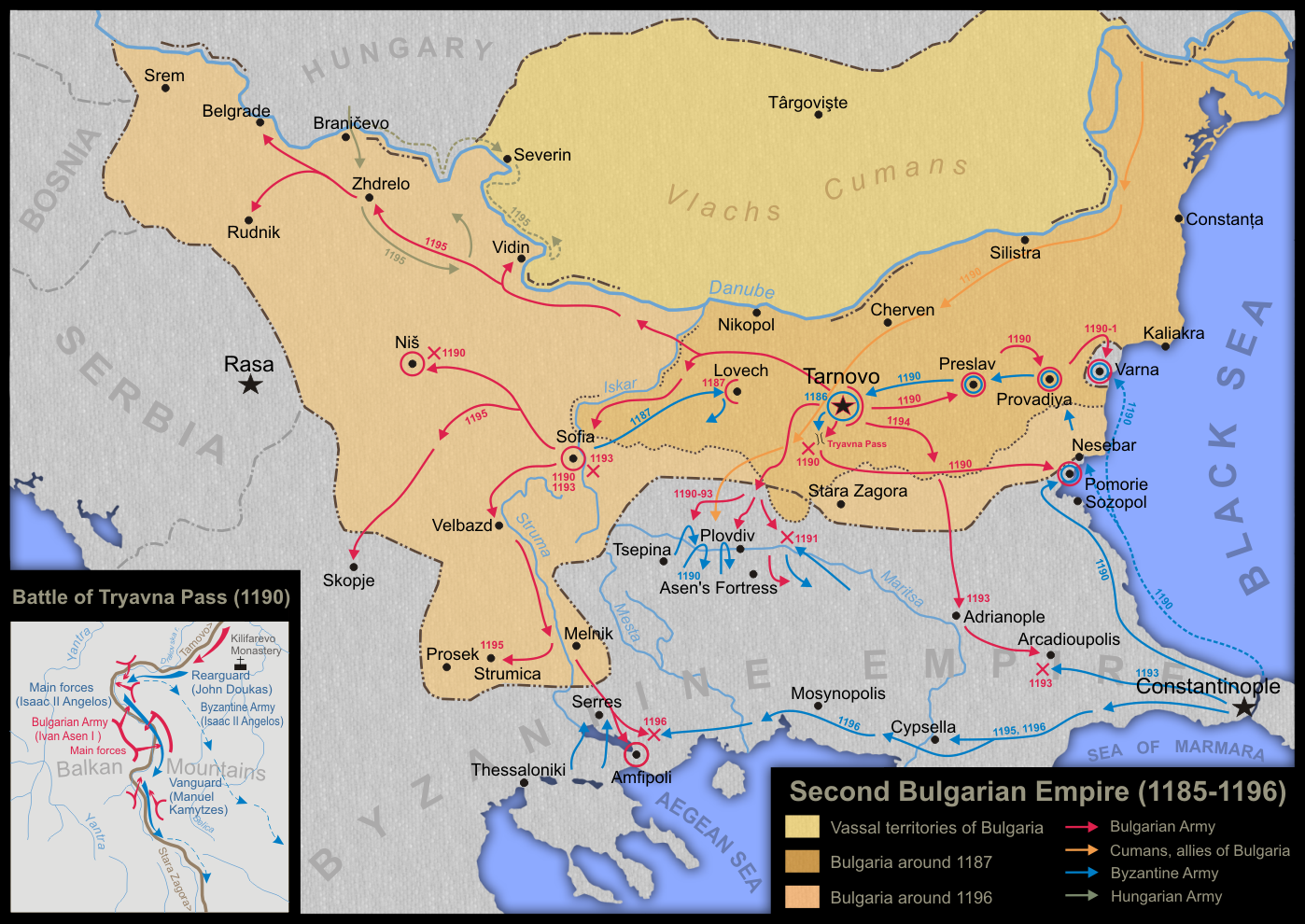
Bulgaria în timpul Revoltei lui Asan și Petru (sau Revolta vlaho-bulgară)

Povestea a început cu dările grele pe care împăratul Isaac al II-lea Anghelos le-a pus pentru a împlini cheltuielile pricinuite de nunta ce urma să aibă loc cu fiica regelui Bela al III-lea al Ungariei: Și pe sub mână, din lăcomie, a jefuit între altele, și orașele din părțile dinspre Anhialos, făcându-și, în acest chip sieși și romeilor, neîmpăcați dușmani pe acei barbari ce locuiesc peste tot cuprinsul muntelui Haemus și care, înainte, se numeau mysi, iar acum vlahi se cheamă .
În aceste împrejurări, în toamna anului 1185, vlahii Petru și Asan, doi frați din aceeași seminție care, nevrând să facă începutul fără cuvânt, se înfățișează la împărat pe când acesta petrecea în Kypsella (azi Ipsella). Dânșii îi cer dreptul să fie oștiți alături de romei și, prin carte împărătească, să li se dea un loc de moșie cu venit puțin din muntele Haemus; dar, cererea lor a fost respinsă, fiind dumnezeiască putere mai presus de aceea a omului. Deci, văzându-se neluați în seamă, dânșii începură a cârti și, pe când din nou stăruiau în cererea lor, au îndrăznit, pe negândite, să rostească chiar cuvinte care trădau răzvrătirea și tot răul ce aveau de gând să facă la întorsul acasă. Dintre amândoi, cel mai cutezător și mai crud era Asan, care a și fost pedepsit pentru neobrăzare și a fost pălmuit din porunca lui Ioan Sevastocratul (unchiul împăratului). Și astfel ei, fără ispravă și plini de ocară, s-au întors înapoi . Ei au început să cutreiere satele pentru a ridica la luptă pe români și bulgari împotriva bizantinilor opresori .
Să lăsăm, deocamdată, la o parte, localizarea foarte precisă ce o cuprinde pasajul citat, cu privire la începutul răscoalei în partea de răsărit a munților Haemus spre țărmul Mării Negre, ca și indicația ce o dă asupra originii conducătorilor și să ne oprim asupra cuvintelor formulate de ei, a căror nesocotire le-a determinat nemulțumirea și i-a împins, în cele din urmă, la acțiune. În special, trebuie dată mai multă atenție cuvintelor să fie oștiți (înrolați) de romei deoarece ele lămuresc, în parte, motivele și chiar inițiativa mișcării de secesiune a vlahilor din Imperiul Bizantin.
Pentru a rezolva această problemă, trebuie să ne întoarcem în timp cu două decenii, când s-a produs un fapt consemnat de o altă cronică bizantină, aceea a lui Kinnamos, care povestea despre războiul din 1166 dus de împăratul Manuel I Comnenul împotriva ungurilor, în ale căror certuri dinastice se credea îndreptățit să se amestece. Astfel, se arăta că, în 1166, împăratul s-a hotărât să-i atace pe maghiari într-un loc unde aceștia, n-au fost loviți niciodată, recurgând la o stratagemă. În timp ce prințul Alexis, pus în fruntea unor oști, avea drept misiune să distragă atenția maghiarilor în dreptul Sirmium-ului de pe Dunăre, Leon Vatatzas aducea altă oaste numeroasă, din altă parte, ba chiar și o mare mulțime de vlahi, despre care se zice că sunt urmași ai vechilor coloni din Italia, din părțile de lângă Marea Negră, poruncindu-le să năvălească în țara hunilor. Operațiunile conduse de Leon Vatatzes s-au desfășurat în cele mai bune condiții; bizantinii au pustiit tot ce au întâlnit în cale; au fost omorâți mulți dușmani, iar alții au căzut prizonieri. Manuel Comnenul, voind să repete succesul surprinzătoarei lui manevre strategice, a trimis o a treia armată, de data aceasta sub comanda generală a lui Ioan Doukas, ca să atace Transilvania din părțile unde se învecina cu Tauroschythia. Întreprinderea s-a soldat cu un nou succes. Bizantinii au pătruns în satele transilvănene luând o bogată pradă precum și numeroși ostateci.
Știrea lui Kinamos despre expediția lui Ioan Doukas își găsește o replică într-o epigramă din Codex 524 al Bibliotecii Marciene, publicată de Sp. Lampros și comentată de Gy. Moravcsik. Din conținutul epigramei aflăm că armata lui Doukas a traversat Dunărea pe la Vidin. Întrucât Vidinul se afla aproape de Porțile de Fier, însemna că trupele lui Doukas n-au intrat în Transilvania prin părțile apropiate de Tauroscythia , așa cum ne informează Kinamos. Suntem, deci, în fața unei nepotriviri de informație. Ea ar putea fi înlăturată numai dacă s-ar admite că, în textul din Marcianus 524 s-a strecurat o greșeală de copiat, scriindu-se Vidin în loc de Vicin (Vicina, Dicin, Dicina). Trecând Dunărea pe la Vicina, armata lui Doukas putea, într-adevăr ataca Transilvania prin părțile care se învecinează cu Tauroscythia .
Revenind la vlahii menționați în oastea bizantină, și care au participat la campania din 1166, trebuie să spunem că în însemnarea referitoare la vlahii recrutați dinspre Marea Neagră și despre care se afirmă că sunt urmașii coloniștilor romani, sunt două chestiuni de netăgăduită însemnătate: aceea a originii latine a românilor și aceea a regiunii din care s-au recrutat aceste contingente ale armatei lui Manuel I Comnenul. De menționat, totuși, că în privința acestei regiuni de recrutare a lor există o controversă care nu e foarte ușor de lămurit. Astfel, unii istorici români susțin că nu poate fi vorba decât de românii de pe țărmul stâng al Dunării și anume de la gurile ei, interpretând, astfel, știrea lui Kinnamos ca o dovadă a existenței unei numeroase populații românești pe pământurile de lângă Marea Neagră.
Dintre învățații care s-au ocupat de această problemă, L. Tamaș are o altă părere. Reluând o teorie mai veche a lui Rőesler, el socotește că nu poate fi vorba decât de românii din Peninsula Balcanică. În concepția lui și a școlii istorice ungurești, nu putea să se afle la aceea dată alți români la nordul Dunării decât unii păstori răzleți, rătăciți cu turmele lor.
Gheorghe I. Brătianu considera că era vorba, la acea dată, de românii din dreapta Dunării dar, desigur, nu pentru aceleași motive ci pentru că a găsit o confirmare a acestei interpretări în textul lui Choniates pe care l-am amintit mai sus. 
Revenind la revendicările din 1186 ale celor doi frați, deci după 20 de ani, evenimentul s-a produs, într-adevăr, în aceeași regiune și în aceleași împrejurări: la 1166, vlahii luați la oaste de Manuel I Comnenul au luptat în rândurile armatei bizantine dincolo de Dunăre și în Carpați, iar la 1186, aceiași vlahi, cerând un drept pe care îl câștigaseră pe câmpul de bătălie, au întâmpinat refuzul lui Isac Anghelos. Având, pe deasupra, și destule alte motive de nemulțumire, ei porneau răscoala împotriva unui împărat ce putea fi considerat ca un uzurpator, fiind din alt neam decât cel al Comnenilor .
Unii istorici, în schimb, consideră că Gheorghe Brătianu are pe jumătate dreptate, deoarece cred că în corpul românilor din armata lui Vatatzes erau atât locuitori de la sud, dar și de la nordul Dunării. Românii nord-dunăreni puteau fi tot așa de buni cunoscători ai locurilor pe unde trebuia să treacă armata bizantină. Participând la acțiunea lui Vatatzes, vlahii nord-dunăreni nu erau la prima lor misiune în slujba împăratului Manuel I . Pe de altă parte, rămâne de neînțeles nefolosirea vlahilor nord-dunăreni de către Vatatzes într-o vreme în care locuitorii acestor ținuturi erau favorabili bizantinilor .				 
Nu este exclus ca și armata lui Ioan Doukas să fi avut un corp de vlahi. Spre o atare opinie ne-ar putea duce interpretarea epitafului de pe crucea de aramă pusă de Ioan Doukas în locurile invadate, spre a cinsti victoria repurtată: Numeroasa mulțime din tribul pannonilor (ungurilor) a fost ucisă în acest loc de teribilul Ares și de brațul ansonilor sub domnia divinului Manuel din glorioasa Roma, gloria Comnenilor puternici și măreți.
De asemenea, Dimitrie Onciul sublinia că acest nume (ansonii) ar putea să aibă în vedere pe românii aliați cu bizantinii în contra ungurilor. De altfel, limba populației romanizate din spațiul nord-dunărean este înregistrată ca Ausonion fone și de către Priscus din Panion în Ambasadele sale. Cronicarul bizantin ne informează că unii oameni de la curtea lui Attila vorbeau această limbă, care nu poate fi decât a populației locale romanizate, din afara imperiului .
Nucleul acestei insurecții antibizantine s-a aflat, la început, în zona Balcanilor Mici locuită, în principal, de românii urmași ai populației din fosta provincie Moesia Secunda, pe care izvoarele contemporane i-au pomenit sub termenul generic de vlahi .
Curând, răscoala din 1185 s-a întins cu repeziciune, insurgenții reușind să alunge garnizoanele bizantine. Vâlvătăile mișcării au cuprins, treptat, noi și noi localități, lățindu-se spre târgurile și așezările mai depărtate . S-au alăturat răsculaților mase importante de bulgari, precum și grupuri de pecenegi, uzi și cumani, toți nemulțumiți de fiscalitatea excesivă bizantină și de incapacitatea împăratului de a le asigura, cel puțin, liniștea .
Exploatată de puterea bizantină, împovărată de dări suplimentare, arăta istoricul bulgar Borislav Primov, populația vlaho-bulgară nu a mai putut răbda și s-a răsculat, având în frunte pe Petru și Asan, începând lupta de eliberare. Printre primii locuitori care au pus mâna pe arme au fost vlahii din Balcani, care au acționat împreună cu bulgarii . La rândul său, istoricul român Eugen Stănescu, referindu-se la începuturile răscoalei, sublinia că sub conducerea lui Petru și Asan, boierii din Târnovo, populația vlahă și bulgară ajutată de românii de la nord de Dunăre și de cumani, s-au răsculat, izbutind să distrugă garnizoanele bizantine .
În aceste condiții, în toamna anului 1185, Petru și Asan și-au încununat capul cu o coroniță de aur, și-au meșterit și-au pus în picioare încălțăminte de culoare roșie , însemne ale puterii imperiale. Actul în sine marca instituirea unei noi autorități statale care se considera urmașă a tradiției bizantine. Astfel, în Peninsula Balcanică își făcea apariția o nouă putere, statul vlaho-bulgar, în care rolul principal a revenit, într-o primă perioadă, vlahilor apoi bulgarilor.
Răsculații s-au îndreptat, apoi, spre răsărit și au ajuns în regiunea Preslavului, distrugând așezări, dobândind prăzi bogate și luând prizonieri din rândul bizantinilor. În dezacord cu cele pe care ne lasă să le înțelegem cronica lui Nicetas Choniates, se pare că împotriva răsculaților nu a pornit împăratul în persoană, ci sevastocratul Vasile, unchiul lui Isaac al II-lea Anghelos, investit cu comanda supremă a trupelor. La scurtă vreme însă, sevastocratul Vasile, bănuit că uneltește împotriva tronului, a fost destituit și înlocuit cu Ioan Cantacuzino, de asemenea rudă cu împăratul. Deși cu bogată experiență în conducerea operațiilor militare, Ioan Cantacuzino n-a putut duce cu succes, până la capăt, misiunea încredințată, ceea ce a avut drept urmare înlocuirea sa cu Alexios Vranas. Dar, nici aceasta n-a corespuns așteptărilor, ba mai mult încă, el s-a revoltat împotriva bazileului, ceea ce a complicat și mai mult lucrurile. Împăratul a reușit să înăbușe revolta lui Alexios Vranas, dar n-a izbutit să-i oprească pe unii dintre oștenii generalului răzvrătit să fugă spre nord și să îngroașe rândurile luptătorilor din oastea lui Petru și Asan. Aceste evenimente s-au consumat în iarna lui 1185 și începuturile primăverii anului 1186.
În vara anului 1186, Isaac Anghelos a plecat, el însuși, împotriva răsculaților, în timp ce Petru și Asan, învinși la început, au trecut la miazanoapte de Dunăre pentru a cere ajutor de la cumanii aflați în Câmpia Română. Împăratul bizantin, pătrunzând în regiunea răsculaților și neîntâlnind nici o rezistență, pe de o parte, încrezându-se în asigurările de supunere ale localnicilor întâlniți în cale, pe de altă parte, s-a mulțumit cu distrugerea prin foc a grânelor și cu instalarea unor garnizoane în cetățile numeroase ale răsculaților. Mai mult, întorcându-se în capitală, Isaac al II-lea Anghelos a început să se laude cu izbânda sa.
Dar, între timp, căpeteniile răscoalei căpătând ajutorul cumanilor, au intrat în patria lor, în Moesia, pe care au găsit-o părăsită și golită de armata bizantină. Nicetas Choniates nota că răsculații nu s-au mai mulțumit să poată păstra ceea ce era al lor și să dobândească doar toparhia Moesiei, ei nu mai îndurau să nu aducă daune împărăției romeilor și să nu unească domnia misienilor (românilor) și a bulgarilor într-una singură, așa cum fusese odinioară.
Un an mai târziu, în 1187, Isaac al II-lea a fost cuprins de regretul că nu a rânduit cum trebuie bunurile în țara dușmană, în vremea primei sale expediții și a pornit, din nou, împotriva românilor și a bulgarilor. Același rezultat dezastruos pentru bizantini, ca și cel din 1187, a avut și campania din primăvara anului 1188. Rezistența răsculaților l-a determinat pe Isaac al II-lea să se reîntoarcă la Constantinopol, mulțumindu-se doar cu faptul că ducea cu sine, ca prizonieri, pe soția lui Asan și pe Ioan, fratele mai mic al acestuia.
Succesele militare obținute în confruntarea cu Imperiul Bizantin au permis noii organizații politice create de Asănești să se consolideze și să-și creeze instituțiile statale necesare. Petru și Asan și-au ales drept capitală Târnovo, o localitate așezată pe stâncile abrupte de pe malurile râului Iantra.
Apare însă întrebarea, de ce capitala marelui stat n-a fost stabilită, cum ar fi fost mai firesc, la Preslavul Mare, fosta reședință din secolul al X-lea a Țaratului Bulgar, situată în părțile de răsărit ale Bulgariei, ci mult mai spre apus. Răspunsul trebuie căutat în dispunerea teritorială a bazei sociale și militare a puterii Asăneștilor, precum și în planul politic urmărit de frații Petru și Asan. Evident, ei ar fi dorit ca, în granițele noului stat pe care căutau să-l legitimeze ca o continuare a primului Țarat Bulgar, să intre toate ținuturile care aparțineau odinioară acestuia. Pentru moment însă, forța lor militară nu le permitea să-și îndrepte atenția, concomitent, spre răsărit și spre apus. O eventuală încercare a răsculaților de a-și întinde autoritatea și asupra Dobrogei s-ar fi putut solda cu un eșec grav. Teritoriul fostei provincii Scythia Minor era relativ bine apărat de garnizoanele și de flota bizantină. Prezența bizantinilor în Dobrogea acelor vremuri este dovedită, nu numai de izvoarele literare, ci și de documente arheologice, numismatice și sigiliografice. La Isaccea, de pildă, s-au descoperit, până în prezent, două sigilii care au însoțit scrisori trimise, desigur, unor înalți funcționari sau unor comandanți de oști bizantine aflate aici, într-o vreme în care alte trupe imperiale se confruntau cu româno-bulgarii din zona Munților Balcani (Haemus). Nu există, până acum, nici o dovadă literară sau materială potrivit căreia Dobrogea să fi făcut parte din statul Asăneștilor încă de la începutul nașterii lui. De altfel, o stăpânire a Dobrogei de către Asănești nu se putea realiza, atâta vreme cât orașele din sudul acestei provincii se aflau în mâinile bizantinilor. Or, Varna a fost pierdută de către bizantini abia în anul 1201 și este posibil ca tot atunci să fi căzut și Silistra.
În astfel de împrejurări, efortul Asăneștilor a vizat împingerea granițelor statului lor, cu deosebire spre părțile apusene ale Peninsulei Balcanice. Aici, ei puteau să intre în stăpânirea acelor regiuni care constituiseră centrul administrativ, politic, militar, economic și cultural al primului stat bulgar din ultimul deceniu al existenței sale. În plus, recucerind aceste regiuni, românii și bulgarii rupeau orice legătură pe uscat între bizantini și aliații lor unguri, ceea ce le-ar fi ușurat rezistența împotriva deselor expediții ale lui Isaac al II-lea Anghelos. În sfârșit, controlul unor regiuni ca acelea din centrul și din vestul Peninsulei Balcanice urmăreau, poate, și apropierea geografică de puterile politice din apusul și centrul Europei, a căror atenție pentru Peninsula Balcanică creștea pe măsura intensificării cruciadelor. În acest context trebuie înțeleasă hotărârea Asăneștilor de a-și stabili capitala, nu la Preslav, ci la Târnovo.
Încercarea bizantinilor de a recuceri regiunea Munților Balcani și pe aceea care se întindea la nord de aceștia, intrate în componența statului Asăneștilor, a continuat și în ultimul deceniu al secolului al XII-lea. Dar, armata bizantină era din ce în ce mai slăbită, aprovizionarea cu alimente lăsa de dorit, iar soldele nu se mai plăteau cu regularitate. Constantin Aspictes, pus în fruntea oștirii care urma să lupte cu vlahii în 1190, s-a plâns împotriva unor astfel de neajunsuri, ceea ce a atras mânia împăratului, astfel că generalul a fost orbit și destituit. Campania s-a încheiat, din nou, cu insucces pentru bizantini.
În 1195, împăratul a pornit o nouă campanie împotriva răsculaților conducând, de data aceasta, chiar el însuși, armata. Isaac al II-lea Anghelos conta în această expediție pe sprijinul ungurilor, care trebuia să ajungă la Vidin. Acțiunea s-a soldat cu un mare eșec pentru bizantini. La scurt timp, Isaac
```
al II-lea Anghelos avea să fie detronat, iar în locul lui a fost proclamat împărat Alexios al III-lea, fratele său mai mic. Acesta, fără a mai ține seama de năvălirile necontenite ale românilor și ale cumanilor, a chemat trupele în capitală, având nevoie de ele pentru a-și consolida autoritatea. Măsura lui Alexios al III-lea a marcat sfârșitul șirului de încercări ale bizantinilor de a zdrobi statul Asăneștilor și de a readuce regiunile de la nord de Balcani sub ascultare .
```

În contextul acestei efervescente situații politice și militare, în 1196 a intervenit, însă, o perioadă de scurtă acalmie, determinată de asasinarea la Târnovo, de către boierul Ivancu, a lui Asan (1185-1196). Petre și-a asociat la domnie pe fratele său mai mic Ioniță, zis și Caloian (cel Frumos), întors de curând de la Constantinopol, unde fusese ostatic. Domnia celor doi frați nu a fost, însă, de lungă durată deoarece, în anul următor, a fost ucis și Petru (1185-1197) .
Dușmanilor din Orient ai Imperiului Bizantin, deocamdată, nu le ardea de invazii. Sultanatul de Iconion se împotmolise în disensiunile dintre emirii săi, iar cel mai înzestrat conducător al musulmanilor, Salah al-Din, stăpânitorul Egiptului, era ocupat până peste cap cu cruciații. La 5 iulie 1187, în bătălia de pe malul lacului Tiberiada au fost, practic, complet distruse oștirile regelui Ierusalimului. La scurt timp după aceasta, Salah al Din a pus stăpânire pe Ierusalim.
Așa s-a ajuns la cea de a treia cruciadă.

## Ultima prezență a Imperiului Roman pe linia Dunării
Isaac al II-lea Angelos a fost ultimul împărat roman care a controlat granița de nord a imperiului pe linia Dunării, de la Belgrad la Delta Dunării. Noul stat al vlahilor și bulgarilor condus de Asănești a preluat granița de nord a imperiului Roman. Noviodunum, o mare cetate de lângă Delta Dunării, va trece pe rând în mâinile vlahilor și bulgarilor apoi spre sfârșitul secolului al XIII-lea, în mâinile hanului tătar Nogai. Nogai a schimbat numele cetății în Isaccea (satul lui Isaac) în amintirea împăratului Isaac al II-lea. 
Cetatea Belgrad a fost preluată mai târziu de unguri, apoi de sârbi și, în final, de turci.

## Cruciada a treia
Europa aduna în grabă voluntari sub drapelul celei ce a fost numita de istorici Cruciada a treia. În fruntea acesteia s-au situat Filip al II-lea August, regele Franței (mai bine zis, al Parisului), Richard I Plantagenetul (Richard Inimă de Leu), regele Angliei și al provinciilor Anjou, Normandia, Touraine și Poitou și Frederic I Barbarossa, împărat romano german. Acesta din urmă, ostil Bizanțului, a încheiat un acord cu sultanul de Iconion. Drept răspuns, guvernul lui Isaac II și-a asigurat bunăvoința lui Salah al-Din, lucru ce i-a făcut pe cruciați să turbeze de furie. Înaintând spre Răsărit, Barbarossa s-a socotit îndreptățit să ia cu asalt orașele bizantine. Moartea lui Frederic I (1190) n-a ameliorat câtuși de puțin situația. În anul 1192, Richard I a cucerit insula Cipru, l-a ferecat în lanțuri de argint pe împăratul-uzurpator, Isaac Angelos de Cipru, iar insula i-a oferit-o lui Guy de Lusignan, regele titular al Ierusalimului. 
În acest timp, Isaac II continua să lupte în Tracia. 
În primăvara anului 1195, basileul a pornit, în fruntea unei armate puternice, într-o nouă expediție împotriva bulgarilor. Întrecându-și oștirea în marș, Isaac II a primit, pe neașteptate, o știre alarmantă: la popas, în Cypsela, dregătorii săi i-au răsculat pe soldați și l-au proclamat împărat pe Alexios, fratele mai mare al basileului. La mijlocul lui aprilie, Isaac II s-a refugiat într-o mânăstire din Tracia, însă, din ordinul lui Alexios III, care urcase pe tron a fost orbit, trimis la Constantinopol și întemnițat într-un turn.

## Ultimii ani de viață
La 18 iulie 1203, Isaac Angelos s-a reîntors pe tron. Bolnav și distrus sufletește, el nu mai guverna, ci își petrecea tot timpul cu ghicitori și astrologi. Pasiunea lui Isaac Angelos pentru aceștia se transformase într-o adevărată manie a împăratului. Ei însă îl înșelau cu nerușinare pe nefericitul orb, promițându-i că, în curând, își va recăpăta vederea și va dobândi puterea asupra întregii lumi.
Detronat de Alexios, Isaac II nu și-a suportat cea de a doua cădere și a murit, la sfârșitul lui ianuarie 1204.